# USS Dempsey (DE-26)
USS Dempsey (DE-26) là một tàu hộ tống khu trục lớp Evarts được Hải quân Hoa Kỳ chế tạo trong Chiến tranh Thế giới thứ hai. Nó là chiếc tàu chiến thứ hai của Hải quân Mỹ được đặt theo tên Trung úy Hải quân Richard John Dempsey (1919-1942), người phục vụ trên tàu tuần dương hạng nặng USS Vincennes (CA-44), và đã tử trận khi Vincennes bị đánh chìm trong Trận chiến đảo Savo. Nó đã phục vụ cho đến khi chiến tranh kết thúc, xuất biên chế vào ngày 22 tháng 11, 1945 và xóa đăng bạ vào ngày 28 tháng 11, 1945. Con tàu bị bán để tháo dỡ vào ngày 16 tháng 5, 1947. Dempsey được tặng thưởng ba Ngôi sao Chiến trận do thành tích phục vụ trong Thế Chiến II.

## Thiết kế và chế tạo
Những chiếc thuộc lớp tàu khu trục Evarts có chiều dài chung 289 ft 5 in (88,21 m), mạn tàu rộng 35 ft 1 in (10,69 m) và độ sâu mớn nước khi đầy tải là 8 ft 3 in (2,51 m). Chúng có trọng lượng choán nước tiêu chuẩn 1.140 tấn Anh (1.160 t); và lên đến 1.430 tấn Anh (1.450 t) khi đầy tải. Hệ thống động lực bao gồm bốn động cơ diesel General Motors Kiểu 16-278A nối với bốn máy phát điện để vận hành hai trục chân vịt; công suất 6.000 hp (4.500 kW) cho phép đạt được tốc độ tối đa 21 kn (24 mph; 39 km/h), và có dự trữ hành trình 4.150 nmi (4.780 mi; 7.690 km) khi di chuyển ở vận tốc đường trường 12 kn (14 mph; 22 km/h).
Vũ khí trang bị bao gồm ba pháo 3 in (76 mm)/50 cal trên tháp pháo nòng đơn có thể đối hạm hoặc phòng không, một khẩu đội 1,1 inch/75 caliber bốn nòng và chín pháo phòng không Oerlikon 20 mm. Vũ khí chống ngầm bao gồm một dàn súng cối chống tàu ngầm Hedgehog Mk. 10 (có 24 nòng và mang theo 144 quả đạn); hai đường ray Mk. 9 và tám máy phóng K3 Mk. 6 để thả mìn sâu.
Dempsey được đặt lườn như là chiếc BDE-26 tại Xưởng hải quân Mare Island, ở Vallejo, California vào ngày 1 tháng 10, 1942. Nó được hạ thủy vào ngày 19 tháng 2, 1943; được đỡ đầu bởi bà G. E. Quillan. Tuy nhiên Hải quân Hoa Kỳ quyết định giữ lại con tàu và đổi tên thành Dempsey vào ngày 14 tháng 5, 1943. Nó nhập biên chế vào ngày 24 tháng 7, 1943 dưới quyền chỉ huy của Hạm trưởng, Thiếu tá Hải quân H. A. Barnard, Jr.

## Lịch sử hoạt động
Từ ngày 23 tháng 9 đến ngày 25 tháng 10, 1943, Dempsey làm nhiệm vụ hộ tống các đoàn tàu vận tải đi lại giữa San Francisco, California và Trân Châu Cảng. Vào ngày 27 tháng 10, nó khởi hành từ Trân Châu Cảng để hộ tống cho chiếc tàu tiếp liệu thủy phi cơ Tangier (AV-8) đi Espiritu Santo. Nó tiếp tục đi đến Viti Levu thuộc quần đảo Fiji vào ngày 8 tháng 11, nơi nó đã cứu vớt 45 người sống sót từ chiếc tàu chở quân SS Cape San Juan bị đắm do trúng ngư lôi vào ngày 13 tháng 11. Nó tiếp tục hộ tống cho các tàu chở dầu phục vụ những đội đặc nhiệm tham gia Chiến dịch Galvanic, cuộc tấn công đổ bộ lên quần đảo Gilbert, rồi quay trở về Trân Châu Cảng vào ngày 2 tháng 12 để sửa chữa và huấn luyện.
Rời Trân Châu Cảng vào ngày 25 tháng 1, 1944, Dempsey hộ tống một đàn tàu chở hàng và tàu vận tải đi đến Majuro vừa mới được tái chiếm, đến nơi vào ngày 3 tháng 2. Nó tháp tùng bảo vệ cho tàu sân bay hộ tống White Plains (CVE-66) đi Kwajalein, trước khi quay trở về Trân Châu Cảng vào ngày 24 tháng 2. Nó lại lên đường ngay ngày hôm sau để đi Noumea, đến nơi vào ngày 8 tháng 3. Trong giai đoạn từ ngày 14 tháng 3 đến ngày 22 tháng 9, con tàu phục vụ tại khu vực quần đảo Solomon và các đảo lân cận trong vai trò tuần tra và hộ tống vận tải.
Được điều sang phục vụ cùng Đệ Tam hạm đội, Dempsey đi đến đảo Manus vào ngày 27 tháng 9, rồi khởi hành vào ngày 2 tháng 10 để hộ tống các tàu vận tải đi đến Palau. Nó hoạt động tuần tra và phục vụ như tàu kiểm soát ra vào cảng ngoài khơi Peleliu, và vào ngày 28 tháng 10 đã đánh chìm một xuồng tuần tra Nhật Bản, bắt được một tù binh.
Dempsey lên đường vào ngày 20 tháng 11 để làm nhiệm vụ hộ tống tàu bè di chuyển từ Guam đến Eniwetok, Ulithi và Leyte. Vào ngày 15 tháng 4, 1945, nó chuyển căn cứ hoạt động đến Eniwetok, và tiếp tục vai trò hộ tống vận tải đi đến Ulithi và Kwajalein. Nó cũng phục vụ tuần tra giải cứu không-biển cho đến ngày 5 tháng 7, khi con tàu lên đừng quay trở về vùng bờ Tây.
Về đến San Francisco, California vào ngày 18 tháng 7, Dempsey vẫn đang được bảo trì khi chiến tranh chấm dứt. Nó được cho xuất biên chế vào ngày 22 tháng 11, 1945, và bị bán để tháo dỡ vào ngày 18 tháng 4, 1947.

## Phần thưởng[2]
|  |                                         |  |
|  | Bronze star · Bronze star · Bronze star |  |

| Dãi băng Hoạt động Tác chiến (truy tặng) |                                                                         |                                                                         |                                      |
| Huân chương Chiến dịch Hoa Kỳ            | Huân chương Chiến dịch Châu Á-Thái Bình Dương với 3 Ngôi sao Chiến trận | Huân chương Chiến dịch Châu Á-Thái Bình Dương với 3 Ngôi sao Chiến trận | Huân chương Chiến thắng Thế Chiến II |